# Affaire de viol au 36, quai des Orfèvres
En avril 2014, deux policiers sont accusés d'avoir violé au 36, quai des Orfèvres une touriste canadienne. Condamnés en première instance en 2019, ils sont acquittés en appel en 2022 définitivement. Le pourvoi en cassation, sur le principe, est refusé.

## Jugements
Dans la nuit du 22 au 23 avril 2014, sortant apparemment choquée du 36, quai des Orfèvres, une touriste canadienne de 34 ans affirme avoir été violée, après une soirée arrosée, par trois policiers dans les locaux de la Brigade de recherche et d'intervention (BRI) ; elle dépose plainte immédiatement et quatre policiers sont placés en garde à vue 38 heures après.
Le 28 avril, deux policiers, le major Nicolas Redouane et le capitaine Antoine Quirin, sont mis en examen et le troisième Sébastien C., sous le statut de témoin assisté, pour « viol en réunion » et « modification de l'état des lieux d'un crime », puis remis en liberté sous contrôle judiciaire. Dans un premier temps les policiers nient tout rapport sexuel, avant que l'un d'eux finisse par admettre une fellation consentie.
En juillet 2016, la justice annonce un non-lieu général dans cette affaire ; le parquet et la plaignante font appel.

### Procès en assises
En septembre 2017, la cour d'appel de Paris décide de renvoyer les deux policiers devant les assises. Le procès s'ouvre le 14 janvier 2019 à la cour d'assises de Paris ; les deux policiers affirment qu'ils sont innocents. Antoine Quirin est défendu par Anne-Laure Compoint, tandis que Nicolas Redouane est défendu par Sébastien Schapira. Emily Spanton est défendue par Sophie Obadia et Mario Stasi. 30 journalistes accrédités assistent au procès.
Durant l'instruction, Antoine Quirin reconnaît une pénétration digitale durant le trajet en voiture une fois confronté à des traces d'ADN à charge, après avoir nié tout rapport sexuel, ce à quoi il lui est objecté l'improbabilité vu l'endroit où a été fait le prélèvement,. Nicolas Redouane avait déjà reconnu une fellation consentie. Ils auraient forcé la victime à boire un verre de whisky dans un bureau. Dans son réquisitoire, l'avocat général Philippe Courroye rappelle à la fois les affirmations « constantes et immédiates » de la plaignante, et les « dénégations formelles » et les « dissimulations évidentes », l'existence de SMS et de vidéos à charge supprimées de téléphones mobiles des accusés, rappelant que « les accusés ont le droit de mentir. Ils ont aussi le droit d'en subir les conséquences ». Il conclut son réquisitoire en demandant de reconnaître les deux policiers coupables et les condamner à 7 ans de prison. Les bandes vidéos présentées au procès mettent à mal la version des policiers d'une femme qui les aguiche pour orienter vers une femme parfois réticente au milieu d'un groupe de policiers alcoolisés, une proie. D'autres vidéos la montrent clairement en état d'ébriété et incapable de donner un consentement, puis déclarant immédiatement avoir été violée.
À l'issue du procès, la cour suit l'avocat général et le président Stéphane Duchemin déclare que les accusés sont condamnés à verser 20 000 € de dommages et intérêts à la plaignante, à l'inscription au fichier judiciaire automatisé des auteurs d'infractions sexuelles ou violentes (FIJAIS), et à une peine de sept ans de prison ferme pour viol en réunion. Antoine Quirin et Nicolas Redouane sont incarcérés,,,. La peine correspond à la réquisition de l'avocat général. Le président déclare alors que « loin de s’appuyer sur le seul témoignage de la partie civile, la cour a été convaincue par un ensemble d’éléments scientifiques et techniques ». Il souligne en particulier « les déclarations constantes de la jeune femme » et indique que « les imprécisions parfois formulées par Emily Spanton, que suffit à expliquer son état d’imprégnation alcoolique, n’entach[ent] en rien la valeur de ces déclarations ».
Un documentaire d'Ovidie qui retrace l'histoire du procès en assises est diffusé après la fin du procès en appel.

### Procès en appel
Huit ans après les faits, le procès est reporté une première fois en mars 2020 à cause de la crise sanitaire et une seconde fois le 22 juin 2021, à la suite du malaise de l'avocat d'Antoine Quirin, Thierry Herzog. Lors du procès, ce dernier a pour substitut Alexandre Nabet,, tandis que Nicolas Redouane est défendu par Pascal Garbarini, Emily Spanton est défendue par Sophie Obadia.
Du 5 au 22 avril 2022 s'ouvre le procès en appel où la plaignante se déplace pour la troisième fois. L'avocat général Christophe Auger requiert la confirmation de la peine initiale. Les deux policiers sont finalement acquittés par la cour d'assises du Val-de-Marne du fait des « nombreuses inexactitudes, imprécisions, voire plusieurs mensonges » dans les déclarations de la plaignante,,.
Antoine Quirin est réintégré dans la police tandis que Nicolas Redouane reste suspendu. En cas de pourvoi en cassation, du fait des acquittements prononcés en appel, une éventuelle cassation ne permettra pas un nouveau procès : un tel pourvoi aurait pour seul objet de juger si une erreur de droit a été commise et, dans ce cas, d'empêcher qu'elle ne fasse jurisprudence. Le procureur général près la Cour de cassation refuse ensuite la demande de pourvoi dans l’intérêt de la loi formée par les avocates d’Emily Spanton et par un collectif féministe, expliquant que la motivation de l’arrêt d’acquittement n’est pas contraire à la loi ou aux conventions européennes.

### Reproches soulevés sur les procédures
L'avocat général Philippe Courroye évoque plusieurs anormalités parmi lesquelles le retard avec lequel le parquet est prévenu, à 5h, bien après que les supérieurs des accusés ont été prévenus. Il relève aussi qu'alors que la victime est descendue à 2h, aucun prélèvement sanguin sur les accusés n'a été effectué, ni aucun contrôle afin de vérifier si les accusés étaient en état d'ébriété, ce qui aurait constitué une circonstance aggravante. Il constate aussi qu'un des suspects a été autorisé à monter dans les bureaux le soir même alors que la victime était encore sous le porche à une ou deux reprises, et ils sont revenus tous deux le lendemain avant d'être mis en garde à vue. L'avocate d'un des accusés déplore un certain nombre de lacunes qui n'aident pas les accusés. 
La juge d'instruction du premier procès effectue une enquête d'environnement sur la victime, dont le résultat sera utilisé pour justifier l'acquittement des accusés lors du second procès. La fondation des femmes s'émeut de cette investigation sur le comportement, la vie et la moralité de la victime, sur lesquelles se basent cette décision et ses motifs, qui iraient à l'encontre de plusieurs principes : la loi française d'abord, rappelant que dans celle-ci, « le viol est défini par le comportement de l'agresseur [sans] chercher des choses dans la vie de la victime », mais aussi des conventions internationales telles que la convention d'Istanbul, la Convention européenne des droits de l'homme, et le droit à un procès équitable.
La victime est tirée de son sommeil pour une expertise, moins de 48 heures après les faits.
Les mensonges, les changements de version et les incohérences des accusés sont atténués, indiquant que les accusés « mettent du temps à s'accorder sur la réalité de la situation », là où la version de la victime se voit reprocher ses incohérences et sa confusion, sans que son alcoolisation soit retenue comme circonstance aggravante contre les accusés et comme explication aux incohérences.
L'expert Coutanceau intervenu sur la personnalité de la victime a été reconnu de harcèlement contre des collaboratrices, et n'est donc pas peut-être à même de fournir l'expertise la plus pertinente. Son expertise est citée dans le motif de décision du second procès.
La confrontation de la victime et des accusés par la juge d'instruction donne lieu à un nouvel interrogatoire de la victime.
Une psychologue travaillant avec les services de police a déclaré le soir des faits la victime crédible, suivi d'un autre psychologue qui conclut de même. Les juges d'instruction demandent toutefois l'expertise d'un psychologue et d'un psychiatre, qui remettent en cause les déclarations de la victime comme pouvant servir de seule base d'accusation. 
La reconstitution demandée, rarement demandée dans les cas de viol, peut être vue comme une remise en cause par l'instruction de la crédibilité des déclarations de la victime. L'avocate de la victime et celle d'un des accusés jugent qu'elle n'a servi à rien. Réalisée avec un mannequin, elle ne sera pas présentée aux jurés lors du procès en assises. 
La victime et sa famille se voient faire notifier qu'elles sont sorties durant le procès en cours d'assises.

## Documentaire
- Ovidie, « Le procès du 36 » [vidéo], sur www.france.tv, 27 avril 2022 (consulté le 7 mai 2022)[2],[25]